# Đại Việt Duy dân Cách mệnh Đảng
Đại Việt Duy dân Cách mệnh Đảng (tiếng Hán: 大越維民革命黨) - còn được gọi tắt là Việt Duy dân Đảng (tiếng Hán: 越維民黨) - là một chính đảng do triết gia Lý Đông A thành lập tại Hòa Bình
Đảng Đại Việt Duy dân được thành lập với tiêu chí làm cách mạng dựa trên tinh thần nhân bản và lấy con người làm tiền đề triết lý. Ngay từ tuyên bố khi thành lập Đảng, Lý Đông A đã nêu mục tiêu đấu tranh chống thực dân Pháp và tự coi là đối trọng của Việt Minh. Toàn bộ quan điểm chính trị của Đảng Đại Việt Duy dân xoay quanh chủ nghĩa duy dân do Lý Đông A xây dựng.

## Lịch sử
Trong thời gian tồn tại ngắn ngủi của mình, Đảng Đại Việt Duy dân đã có hai cuộc đụng độ quân sự dữ dội với lực lượng Việt Minh.

### Trận Hòa Bình (1946)
Trong thời gian quân Tưởng vào miền Bắc, Đại Việt Duy dân tìm cách thâm nhập gây cơ sở ở Hòa Bình, xây dựng Hòa Bình thành căn cứ. Đại Việt Duy dân liên kết với một số lãnh đạo chống chính quyền, lôi kéo một số lãnh đạo có thái độ hai mặt trong bộ máy chính quyền các cấp và được số này che chở. Vì vậy, cơ sở Đại Việt duy dân phát triển khá nhanh bao gồm một số huyện của tỉnh Hà Đông (cũ), Ninh Bình, Hà Nam, Hòa Bình. Đảng Đại Việt Duy dân chọn Mường Diềm làm căn cứ chính của Đại Việt Duy dân ở Hòa Bình. Được các lang đạo giúp đỡ, Đại Việt Duy dân đã tích cực xây dựng lực lượng vũ trang bằng cách đưa thành viên từ miền xuôi lên, tập hợp thành viên ở địa phương, thành lập được một số đơn vị, mở một vài lớp huấn luyện quân sự,...
Giữa năm 1946, Đại Việt Duy dân bị chính quyền tấn công mạnh tại Hà Nội và các tỉnh ở đồng bằng. Đảng trưởng Đại Việt Duy dân Lý Đông A (tức Trần Khắc Tường) phải rời Hà Nội về Gia Viễn (Ninh Bình). Tại đây, Lý Đông A lại bị truy đuổi phải chạy lên Hòa Bình và về vùng Diềm. Nhiều thành viên Đại Việt Duy dân ở các nơi khác bị truy quét cũng chạy lên Hòa Bình.
Trong thế bị truy đuổi, dồn ép, các lãnh đạo Đại Việt Duy dân dựa vào sự giúp đỡ của lang đạo chống chính quyền và có được một vài đơn vị vũ trang trong tay dự định đánh chiếm Lương Sơn, Lạc Sơn, Chợ Bờ, Suối Rút rồi tiến lên đánh chiếm thị xã Hòa Bình, làm chủ toàn bộ tỉnh Hòa Bình. Lấy Hòa Bình làm bàn đạp chiếm Sơn La, xây dựng Hòa Bình - Sơn La thành một căn cứ rộng lớn ở miền núi rừng Tây Bắc để chống lại chính quyền do Việt Minh lãnh đạo. Nhưng kế hoạch của Đại Việt Duy dân đã bị phát giác.
Ban cán sự Đảng Cộng sản Đông Dương tỉnh Hòa Bình thông qua con trai lang cun Mường Diềm là cán bộ phụ trách lực lượng vũ trang của huyện Mai Đà đã nắm được những tin tức quan trọng về tổ chức, hoạt động của Đại Việt Duy dân và đặc biệt là nắm được âm mưu kế hoạch bạo loạn của Đại Việt Duy dân.
Do nắm được kế hoạch của Đảng Đại Việt Duy dân nên trước ngày Đại Việt Duy dân định khởi sự, Ban cán sự Đảng tỉnh Hòa Bình đã chỉ đạo lực lượng vũ trang, công an tiêu diệt các toán vũ trang của Đại Việt Duy dân ở Lạc Sơn, Kỳ Sơn, Cao Phong, Lương Sơn, thị xã Hòa Bình. Để tiêu diệt căn cứ của Lý Đông A tại vùng Mường Diềm, Ban cán sự Đảng tỉnh đã dùng mưu dụ toán vũ trang của Đại Việt Duy dân ra khỏi căn cứ. Lực lượng chiến đấu của Ban cán sự Đảng tỉnh Hòa Bình đã tiêu diệt và bắt sống đại bộ phận lãnh đạo và lực lượng vũ trang của Đại Việt Duy dân tại Bến Chương. Đảng trưởng Lý Đông A chết tại Bến Chương thuộc xã Hiền Lương - Mai Đà.

## Nhân vật chủ chốt
- Lý Đông A: sáng lập đảng và là lãnh đạo đảng
- Trần Việt Hoài
- Phạm Khắc Hàm
- Đỗ Thái Nhiên
- Nguyễn Cảnh Hậu
- Dương Thanh Phong